# Esteban Bernal Bernal
Esteban Bernal Bernal, político ecuatoriano nacido el 7 de abril de 1973, empresario, economista y catedrático universitario. Su último cargo público fue de Ministro de Inclusión Económica y Social -MIES-, cargo que asumió el 15 de septiembre de 2021 hasta el 23 de noviembre de 2023. Antes, fue Gobernador del Azuay, designación que ocupó desde mayo del mismo año, hasta su nombramiento como Secretario de Estado para dirigir el MIES. Ambos cargos, en el Gobierno de Guillermo Lasso Mendoza, expresidente del Ecuador.
En el 2005, a sus 30 años, asumió la gerencia general de la Empresa Municipal de Aseo de Cuenca. Allí estuvo cuatro años, hasta febrero de 2009. Luego, en 2014, fue secretario de Gobierno y Administración de la Corporación Municipal de Cuenca y un año después, en febrero de 2015, fue asesor de la Prefectura del Azuay. En 2017, fue elegido como asambleísta de su provincia Azuay por el movimiento CREO.

## Biografía

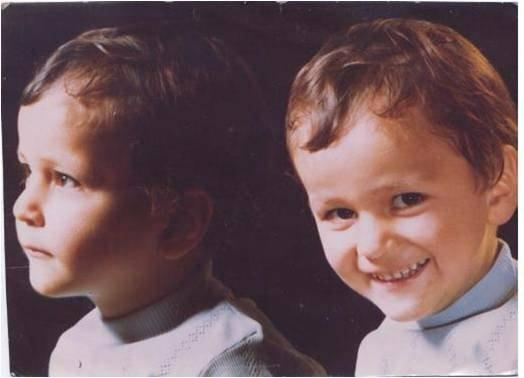
Esteban Bernal en su niñez

Nació en la ciudad de Cañar de la provincia del mismo nombre el 7 de abril de 1973, es el último de tres hermanos. Sus padres, Renelmo Bernal y María Luisa Bernal, ambos también oriundos de la provincia del Cañar y dedicados a la agricultura, migraron a la ciudad de Cuenca en 1971 con sus dos hijos, Anita y Fabián, para luego, cuando doña María se encontró embarazada de Esteban, regresó a su alumbramiento en la ciudad de Cañar junto a sus padres y hermanas. Al mes de haber nacido, regresaron a Cuenca, ciudad en donde Esteban Bernal ha vivido siempre, estudiado, ocupado cargos de representación pública, creado empresa y ha formado una familia.
En el año 1997 en un evento político, conoció a María Fernanda Iñiguez Jerves con quien, el 25 de marzo de 2000 contrajo matrimonio, fruto de lo cual nacieron sus hijos, Juan Daniel y Fernanda Estefanía. 

## Estudios
Esteban Bernal inició su formación académica en la tradicional Escuela Luis Cordero Crespo de la ciudad de Cuenca, Ecuador. Posteriormente, obtuvo su bachillerato en el Colegio Rafael Borja.
En el ámbito universitario, se graduó como economista en la Universidad Católica de Cuenca.
Amplió su formación con tres estudios de posgrado: el primero en Teoría Política y Gestión Pública en el Instituto Chileno de Estudios Humanísticos (ICHEH), con respaldo de la Universidad Católica de Chile; el segundo, un diplomado en Mercado de Valores y Negocios Fiduciarios por la Universidad del Azuay; y el tercero, una maestría en Economía con mención en Finanzas y Sector Público, por la Universidad de Cuenca.

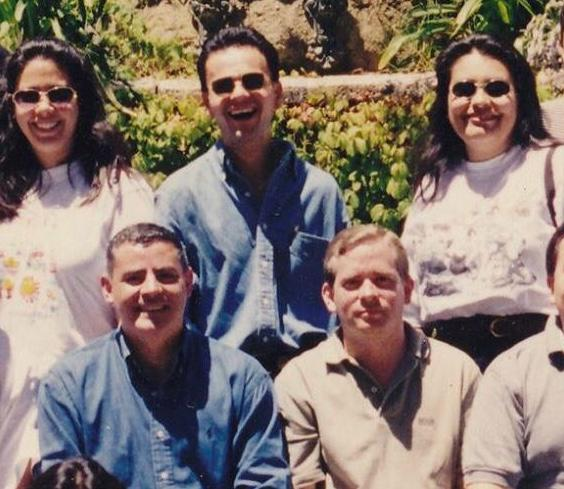

Durante su paso por Santiago de Chile, fue compañero de estudios del líder opositor venezolano Juan Pablo Guanipa. Años más tarde, ambos alcanzarían cargos públicos en 2017: Bernal como asambleísta por Azuay y Guanipa como gobernador del Estado Zulia en Venezuela.
Además, ha dedicado parte de su vida profesional a la docencia universitaria. Ha impartido cátedra en materias como macroeconomía, análisis del entorno, economía de la globalización, geopolítica económica, historia económica, finanzas públicas y gerencia financiera avanzada.
Entre los años 2000 y 2002, también fue conferencista de la Fundación Konrad Adenauer.

## Trayectoria profesional y política
Si bien sus fundamentos y pensamientos políticos fueron influenciados por Oswaldo Hurtado Larrea, expresidente del Ecuador, a quien admiró por su forma de pensar y ver el país a través de sus libros: “La Ruta de la Gobernabilidad”, “Ecuador entre dos siglos”, “El poder político en el Ecuador”; fue su abuelo materno, Luis Bernal Sigüenza, personaje respetado en la ciudad de Cañar; y reconocido por su gran sentido altruista, quien lo inspiró y se convirtió en su mayor referente moral, ético, político y profesional. Su abuelo fue agricultor de oficio y siempre estuvo inmiscuido en actividades sociales y políticas de su ciudad, aunque nunca ejerció cargo público alguno; pese a que la dictadura que gobernaba el país en 1973 le propuso ser Presidente del Consejo Municipal, función que rechazó al considerar “un puesto a dedo” y que iba en contra de sus ideales democráticos y liberales. 
Desde adolescente, su inclinación hacia la política fue evidente. A sus 15 años participó de un congreso organizado en Cuenca por la Democracia Popular, partido político ecuatoriano extinto, al que quiso afiliarse a los 16 años y que le fue negado por ser menor de edad; sin embargo, recibió una especie de cartilla escrita en máquina de escribir, en la cual se podía leer: “Bienvenido a la Democracia Popular”. El carné de afiliación al movimiento político le fue otorgado tres años después. 

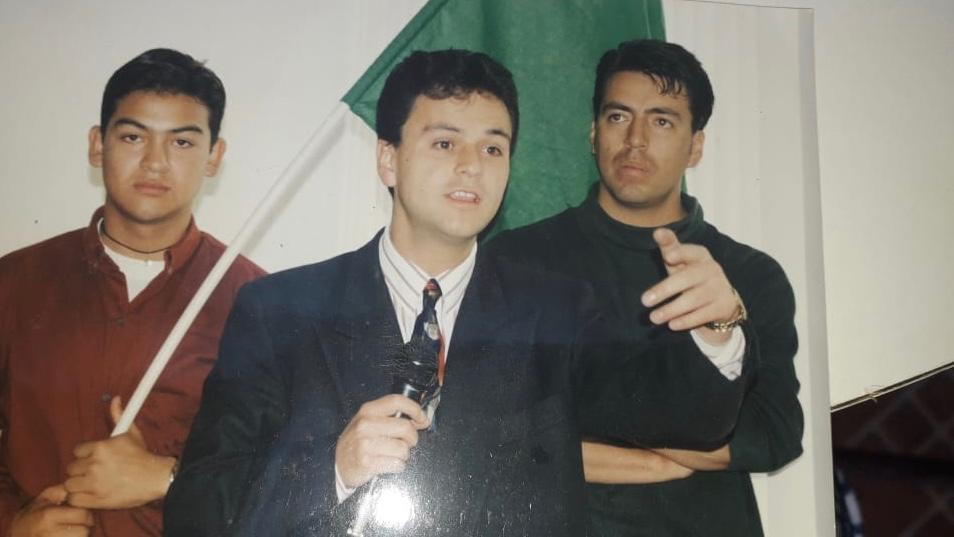
Democracia Popular 1998

La militancia en la Democracia Popular le llevó a ser miembro del directorio de las Juventudes de la provincia del Azuay, primer cargo político – partidista, que luego lo presidió por dos periodos. No obstante, en 1998, y con 25 años de edad, logró ser Presidente Nacional de la Juventud de este partido político luego de un proceso democrático en una Asamblea General llevada a cabo en la ciudad de Riobamba. Parte de su gestión se vuelve relevante cuando entregó un proyecto de Ley al entonces Presidente del Congreso Nacional, a fin de incorporar a los jóvenes en la política, el mismo que consistía en que las listas pluripersonales cuenten con un mínimo de jóvenes como requisito para inscribir candidaturas; sin que el mismo sea tratado por el Congreso. Sin embargo, 20 años después, en 2019, el asambleísta por Cañar, Homero Castanier Jaramillo, realiza una propuesta en el mismo sentido, y la Asamblea Nacional, la convierte en Ley, justamente con el voto favorable de Bernal que para entonces era Legislador Nacional l.
Su primer cargo público lo ocupó en la Prefectura del Azuay como Secretario Privado de Marcelo Cabrera, elegido Prefecto en 1996. En ese momento, sus actividades se centraban en negocios relacionados al comercio, actividad económica que dejó de lado para dedicar su vida a la política.
En el año 2000 ocupa el cargo de Director de Asistencia Social, en la segunda administración de Cabrera en la Prefectura de Azuay, su primera experiencia en el sector social. En 2004, es Gerente de Campaña a la Alcaldía de Cuenca justamente apoyando a Cabrera, quien disputó y ganó aquellas elecciones contra Fernando Cordero.
Gerente de EMAC EP
A sus 30 años. Bernal presidió la Empresa Pública Municipal de Aseo de Cuenca, EMAC-EP, desde enero de 2005 hasta febrero de 2009, donde logró que por primera vez una institución pública en Ecuador tenga tres certificaciones Internacionales en Sistema de Gestión de Calidad: ISO 9001; Sistemas de Gestión de Medio Ambiente ISO 14001 y Sistema de Salud y Seguridad Laboral ISO 18001 (en América Latina solo una empresa pública en Medellín había logrado obtener la certificación ISO 9001), convirtiendo así a Cuenca, en una de las urbes más limpias de la región, incrementando el proceso de reciclaje en un 2.300%.
La innovación fue uno de los factores esenciales de la gestión de Bernal en la EMAC-EP, convirtiendo a la Atenas del Ecuador en un ejemplo de manejo de residuos sólidos e incluso a ser reconocida internacionalmente por la UNESCO.
Asambleísta por Azuay

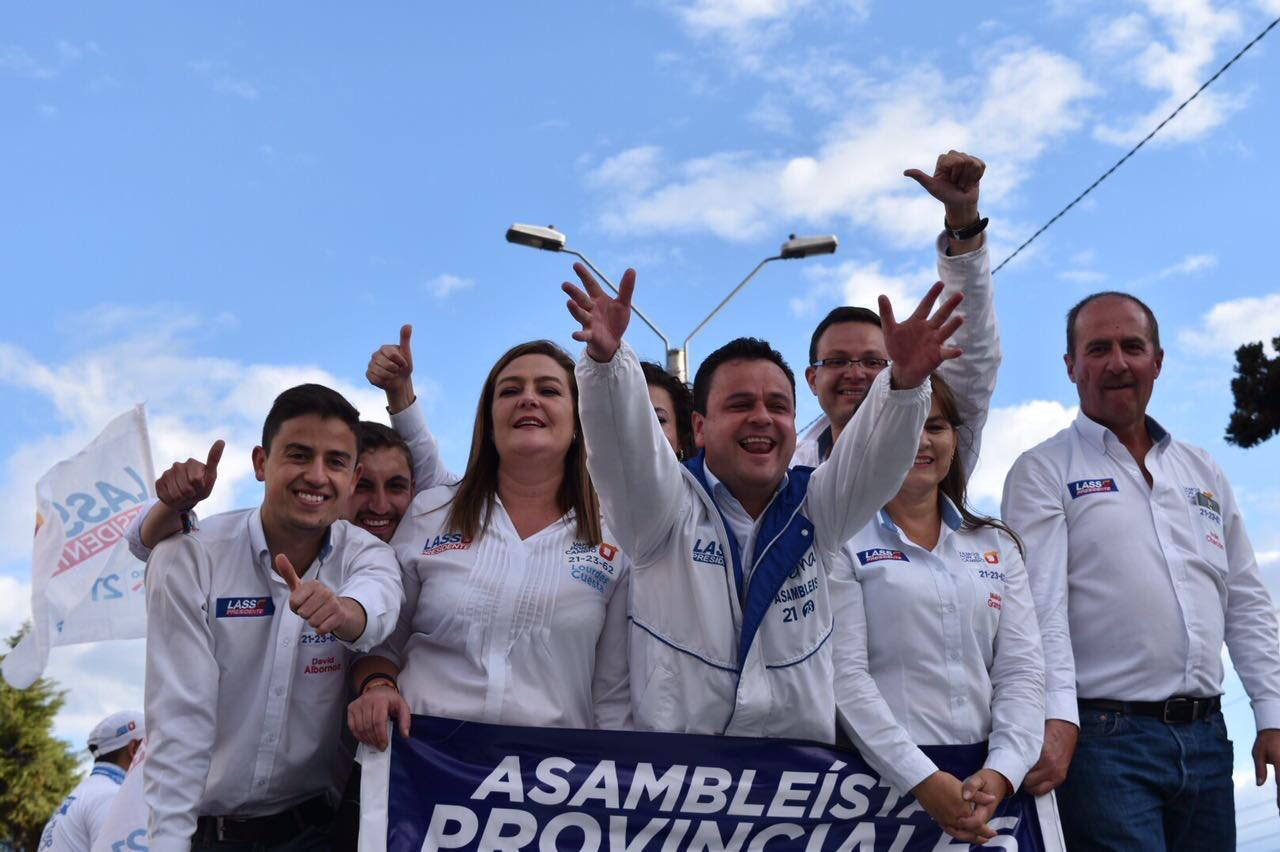

En 2017, fue elegido en su provincia asambleísta por el movimiento CREO, siendo el Asambleísta que mayor votación obtuvo individualmente. Ya en la Asamblea Nacional, integró la Comisión de Biodiversidad y Recursos Naturales. En su período, fue el principal impulsador del juicio político contra Gustavo Jalkh, extitular del Consejo Nacional de la Judicatura (CJ) en el gobierno de Rafael Correa. Él y el exasambleísta Raúl Tello, quien en ese período legislaba por la Bancada de Integración Nacional, presentaron el pedido de juicio político en contra de Jalkh, alegando la evidencia de que, en 2014, el Consejo eligió a fiscales que no cumplían con el mayor puntaje en el concurso de méritos y oposición. La solicitud fue respaldada por 60 asambleístas y pasó al Consejo de Administración Legislativa. 
Jalkh y otros cuatro vocales del CJ fueron destituidos, en junio de 2018, por el Concejo de Participación Ciudadana y Control Social, presidido por el ya fallecido Dr. Julio César Trujillo, basados en casi la totalidad de las pruebas presentadas por Bernal.
Renunció a su curul de Legislador, y en abril de 2019 presentó su candidatura a la Prefectura del Azuay, sin alcanzar el objetivo, siendo superado en esta ocasión por Yaku Perez Guartambel.
Gobernador de Azuay
Cumplió funciones como Gobernador de Azuay aproximadamente cuatro meses. Fue designado por el presidente Guillermo Lasso Mendoza, el 25 de mayo del 2021. Previamente al triunfo de Lasso, Bernal fue su coordinador de campaña en esta provincia, siendo uno de los rostros más visibles del movimiento oficialista CREO en la región sur del Ecuador.  

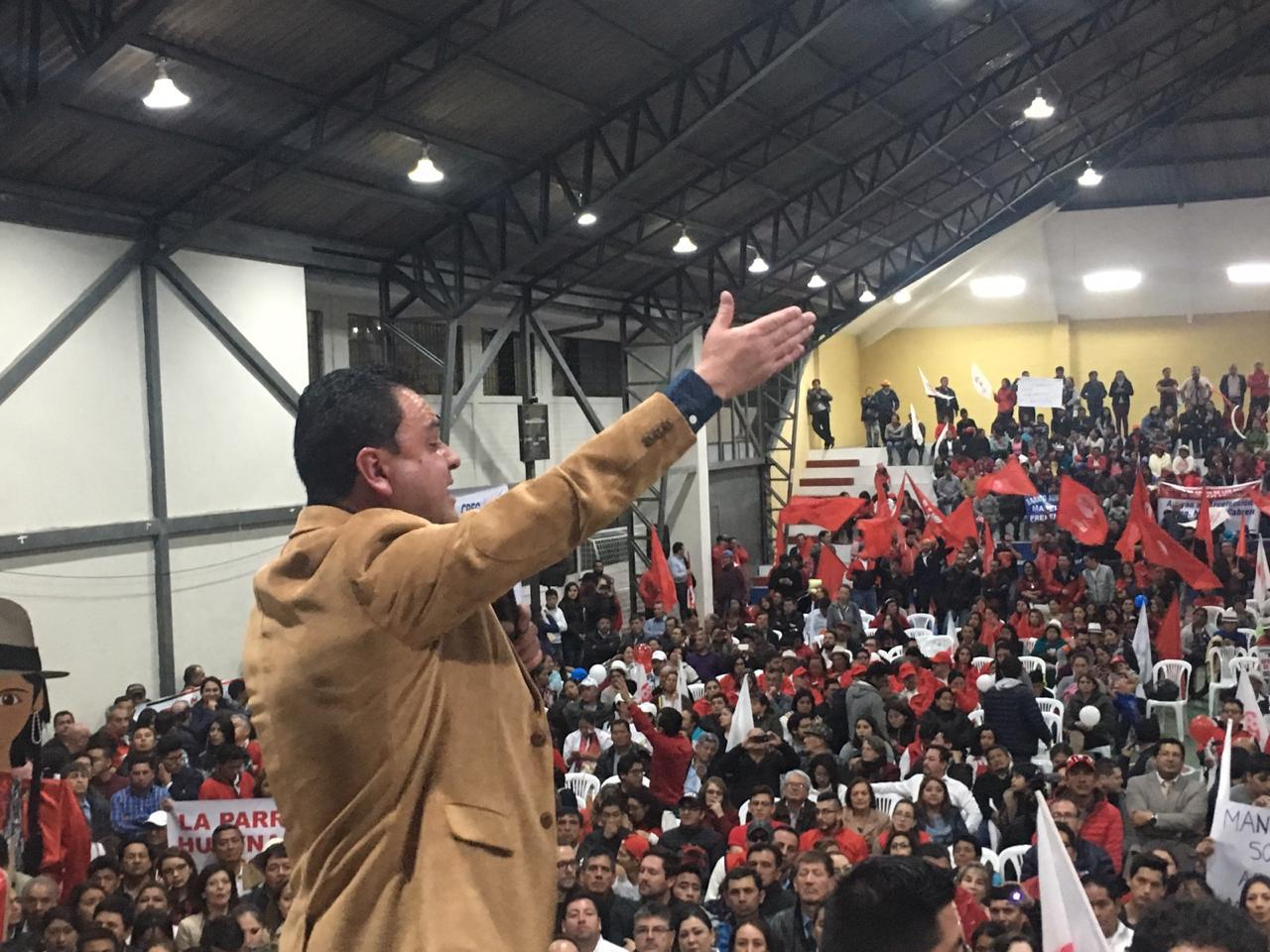

Dos días después de conocidos los resultados de los comicios presidenciales en el que Guillermo Lasso efectivamente salió vencedor (11 de abril de 2021), Bernal daba su última entrevista en radio Tomebamba de Cuenca, manifestando: “...cumplí con el país, con la provincia y con mi familia. No busco un puesto político, lo que hice, lo hice por convicción y ahora el país cuenta con un presidente responsable y honorable”. 

El 10 de mayo de 2021, cerca de las 14:00, Bernal recibió una llamada telefónica desde los Estados Unidos, del recién electo Presidente del Ecuador, quien le invitaba a ser Gobernador de la provincia de Azuay, un honor de servicio público que no pudo rechazar.
Ministro de Inclusión Económica y Social
Fue designado como Ministro de Inclusión Económica y Social por el presidente de la República Guillermo Lasso, mediante el Decreto Ejecutivo Nro. 199, que se firmó el 15 de septiembre de 2021.

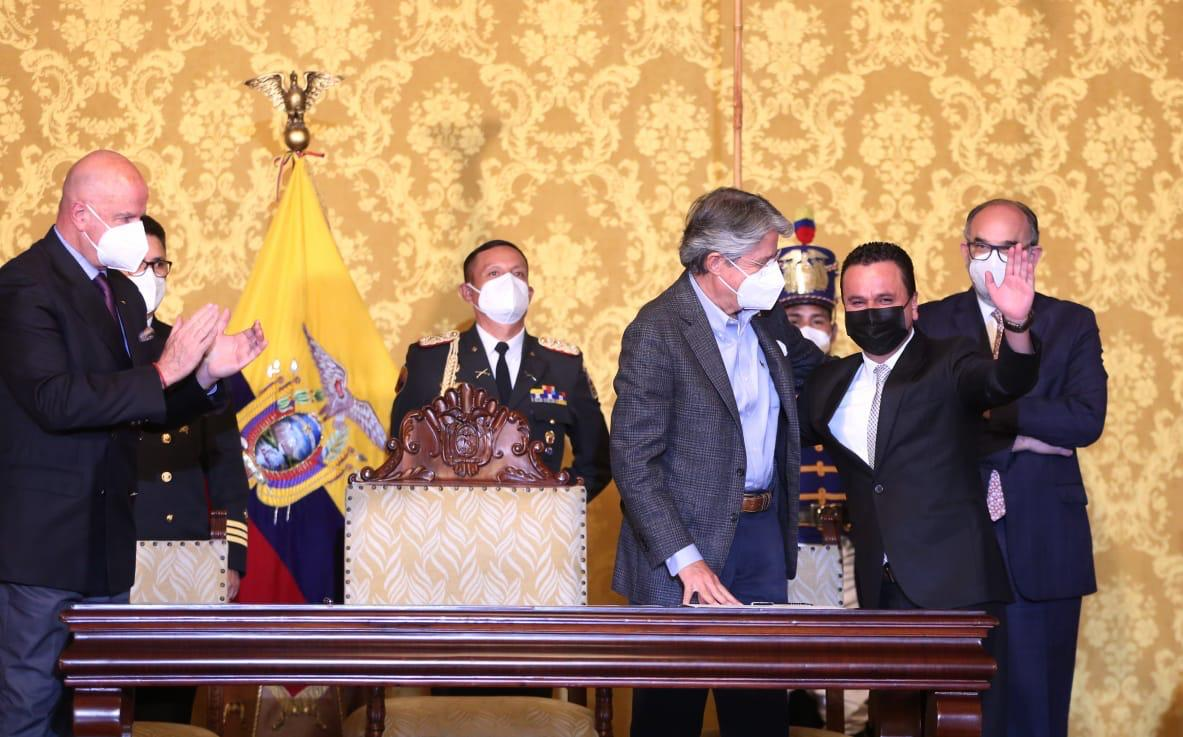

Durante la ceremonia de posesión, agradeció la confianza que el Primer Mandatario depositó en él y dijo que asume el cargo con la convicción de trabajar por quienes más lo necesitan: “Mis acciones y los resultados serán el fiel reflejo de mi trabajo, de mi entrega con amor al país, el MIES representará el abrazo social del gobierno al pueblo”.
 

En su primer año fortaleció las políticas públicas de inclusión económica y social a través de servicios, bonos y pensiones, enmarcadas en el Plan de Oportunidades y el Plan Nacional de Desarrollo 2021 – 2025. Esto en beneficio de familias en situación de pobreza, pobreza extrema y vulnerabilidad.

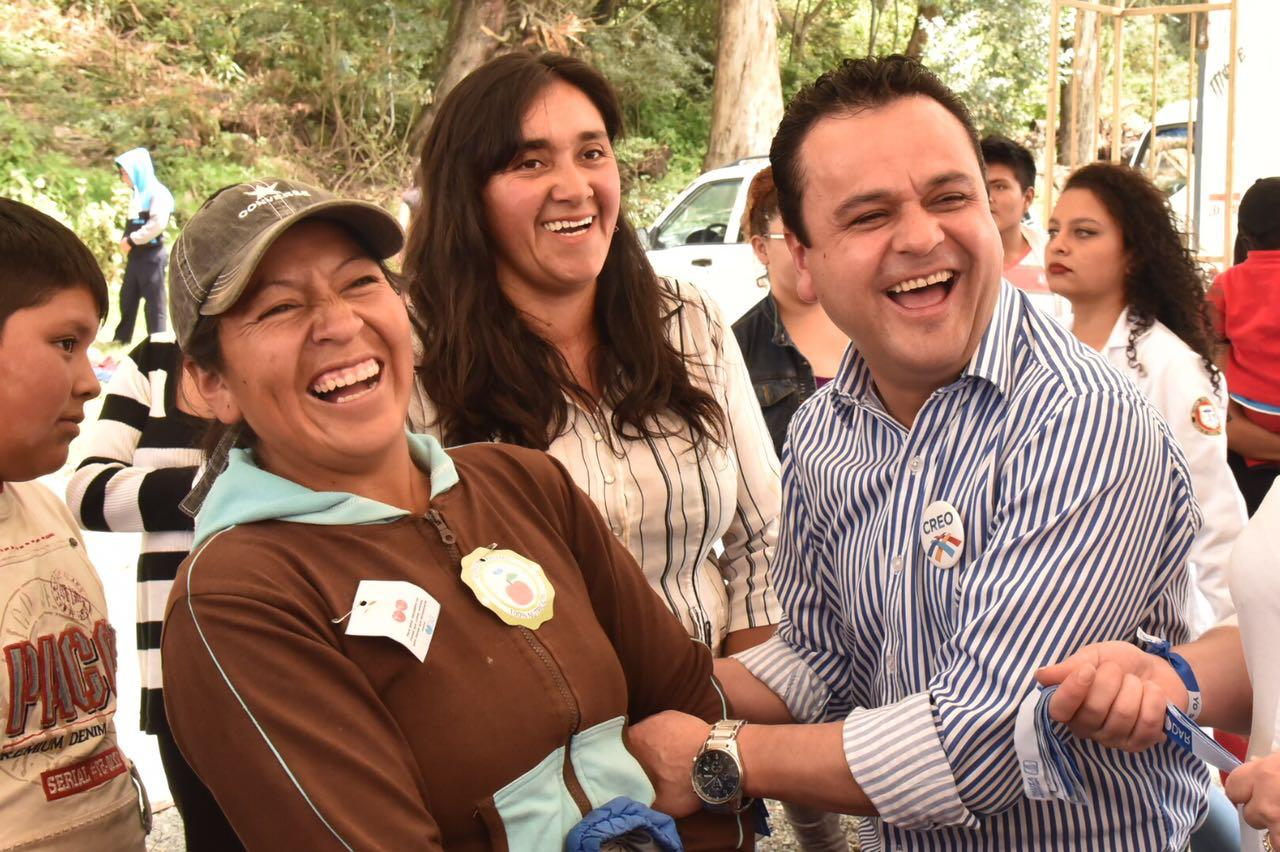

Entre los programas emblemáticos destacan: Impulso Violeta, Ferias del Encuentro, dirigido a mujeres emprendedoras; Vivo Joven; Sistema Automatizado de Registro de Asistencia (SARA). Integración de los servicios de Desarrollo Infantil Integral a la estrategia Ecuador Crece sin Desnutrición Infantil; Campaña Nacional Solidaridad sin Mendicidad; Abrazo de la Adopción, Ciudad Inclusiva, Tabla de Pensiones para Adultos Mayores, Inclusión sin Barreras, entre otros.

Precandidato Presidencial
 

El 17 de mayo de 2023, Guillermo Lasso decidió implementar la llamada muerte cruzada y disolver el parlamento ecuatoriano a través del Decreto Ejecutivo 741, activando el artículo 148 de la Constitución Nacional. Paralelamente a esta decisión histórica en el país, Lasso confirmó que no sería nuevamente candidato en las elecciones presidenciales.

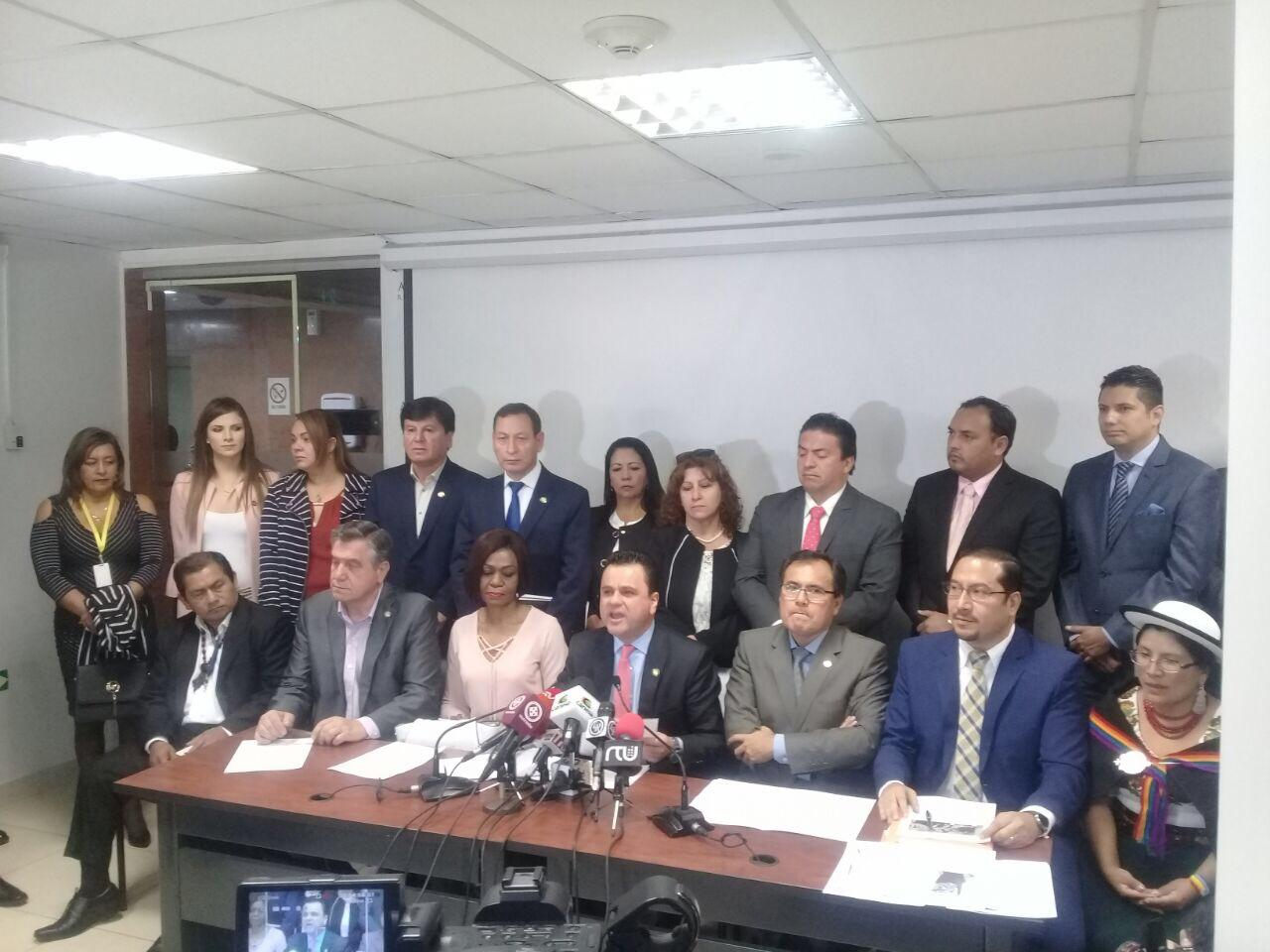

Bajo este escenario, emergieron varias figuras para asumir dicha candidatura, de las cuales las dos más sonadas en aquel entonces fueron de Henry Cucalón y Esteban Bernal, ministros de gobierno y de lo social respectivamente. Sin embargo, en un evento en un hotel de la capital, cientos de militantes y simpatizantes de CREO, precandidatizaron a la presidencia a Bernal.
Finalmente, Guillermo Lasso y su organización política, definió no participar para ninguna dignidad, ni asambleístas, ni presidente y vicepresidente en esta elección.

Partido Político Creando Oportunidades CREO

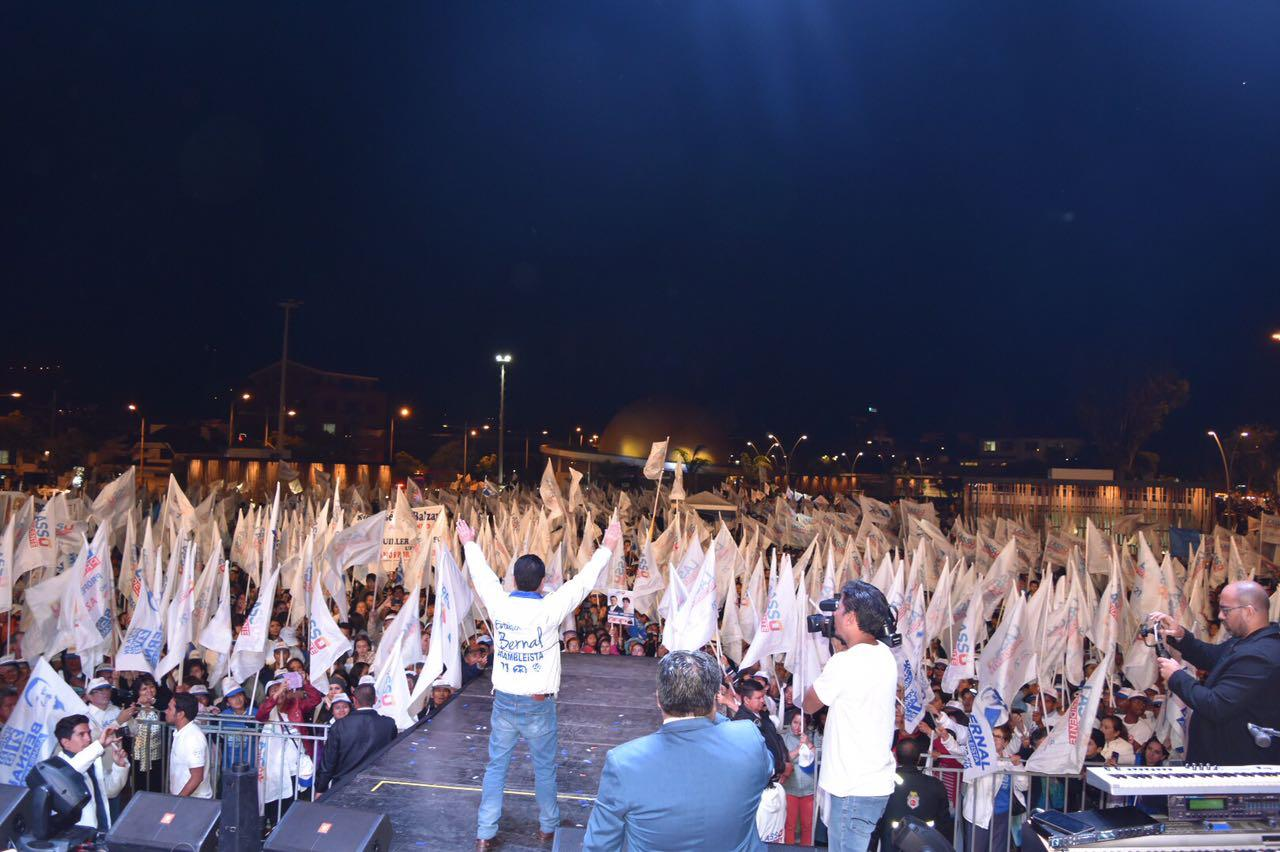

Es militante del Movimiento CREO, aportando en la dirección de varias campañas políticas, candidato a distintas dignidades, dictando, además, varias conferencias a juventudes y bases sobre formación política.
El 22 de mayo de 2023, en una Asamblea, se aprobó transformarse de movimiento a partido político, e iniciar su vida jurídica con una nueva directiva, en la cual, sus integrantes, con 54 votos de 61 posibles del colegio electoral, eligieron a Esteban Bernal como su nuevo Presidente Nacional, convirtiéndose en el tercer líder del Partido en su historia.

Empresario
A la fecha es el presidente Ejecutivo – CEO de la empresa Cuenkclean SA, generando más de 214 fuentes de empleo en 5 ciudades del Ecuador, en 16 años de vida de dicha empresa. En su grupo B&B cuenta también con actividades comerciales que se complementan; tales como Ck Distribuciones, distribución a gran escala; la consultora Bernal Consultores Asociados, AtenasClean. Para Esteban Bernal, la política es pasión y delirio por el servicio a la sociedad de su país; por ello incluso por años dejó sus actividades empresariales mientras sirvió al Ecuador y su ciudad de Cuenca como Asambleísta, Gobernador y Ministro.